# 69 (stilling)
 For alternative betydninger, se 69 (flertydig). (Se også artikler, som begynder med 69)
69 er en sexstilling hvorved partnerne oralt stimulerer hinandens kønsorganer samtidigt.